# シェフザーデ・ヤフヤ
シェフザーデ・ヤフヤ（トルコ語: Şehzade Yahya、モンテネグロのアレクサンダー伯爵（Count Alexander of Montenegro）、1585年10月23日 - 1648年?）は、ヤヒヤ（Yahya、ジャキアまたはジャハ（Jachia or Jahja）と綴られることもある）は、17世紀の王位僭称者。ムラト3世の皇子であると偽称した。

## 生涯

### 王位の僭称
ヤフヤは1585年にムラト3世の皇子として生まれたとされ、母はサフィエ・スルタンとも、かつてトレビゾンド帝国を統治したコムネノス家の末裔のフレーン・ハトゥンとも言われる。ヤフヤによると1595年のムラト3世の死後、兄弟殺しの慣行によって19人の皇子が殺害されたが、ヤフヤの母は彼を密かにギリシャ方面へと逃げ出させ、その後、ブルガリア、マケドニアへと逃亡したという。その後、ヨーロッパを回り、各国に支持を求めた。コサックの支持を得てからはイスタンブールを襲撃するなどした。

### 死去
1648年、もしくは1649年にモンテネグロの海沿いで死去した。

## 家族
Yahyaは、1630年代初頭、Yahyaが自分自身をその地域の公爵と呼ばれ始めたときに、 Drisht伯爵のPeter公爵の娘であるアンナ・カテリーナ（Anna Cat（t）erina）と結婚。アンナ・カテリーナは、おそらくアルバニアの国民的英雄スカンデルベグの子孫。彼らには、モーリス（Maurice、1635年生まれ）とエレナ（Elena、1638年生まれ）の2人の子供がいたとされる